# Campionati europei di sollevamento pesi 1908
I Campionati europei di sollevamento pesi 1908, 13ª edizione della manifestazione, si disputarono a Malmö, in Svezia, il 28 febbraio 1908.

## Formula
La formula prevedeva cinque serie di sollevamenti:
- sollevamento a strappo con la mano destra;
- sollevamento a strappo con la mano sinistra;
- sollevamento a strappo a due mani;
- sollevamento a distensione a due mani;
- sollevamento a slancio a due mani.

## Titoli in palio
Si assegnarono titoli in due categorie.
| Categoria    | Eventi        |
| ------------ | ------------- |
| Pesi leggeri | 67,5 kg       |
| Pesi massimi | Oltre 67,5 kg |

## Risultati
| Evento        | Oro          | Oro   | Argento         | Argento | Bronzo            | Bronzo |
| ------------- | ------------ | ----- | --------------- | ------- | ----------------- | ------ |
| 67,5 kg       | Karl Swoboda | 421,0 | Edvin Andersson | 397,0   | Albert Petersson  | 393,0  |
| Oltre 67,5 kg | Josef Grafl  | 528,5 | Edmund Danzer   | 497,5   | Fritz Eicheltrath | 495,0  |

## Medagliere
| Posiz. | Nazione  | Oro | Argento | Bronzo | Totale |
| ------ | -------- | --- | ------- | ------ | ------ |
| 1      | Austria  | 2   | 1       | 0      | 3      |
| 2      | Svezia   | 0   | 1       | 0      | 1      |
| 3      | Germania | 0   | 0       | 1      | 1      |
| Totale | Totale   | 2   | 2       | 2      | 6      |